# Hoste da Reggio
Hoste da Reggio, également connu sous les patronymes de L'Hoste, L'Osto, Oste, et Bartolomeo Torresano, né vers 1520 et décédé en 1569, est un compositeur italien de la Renaissance, actif en Italie du Nord, dont Milan. Il est connu pour ses madrigaux, publiés à Venise au sein de plusieurs recueils.

## Biographie
Fils d'aubergiste, il est originaire de Reggio d'Emilie. On a peu d'éléments sur sa vie antérieurement à 1540, mais il a dû recevoir une éducation musicale de qualité. En 1540, il est donc à Milan, où il fait connaissance avec la noblesse et le clergé locaux pendant la décennie qui s'ensuit. Le gouverneur du Milanais Ferdinand Ier de Guastalla l'embauche dans les années 1540. On ne connait pas la position exacte qu'occupe L'Hoste à la suite de son recrutement, mais il a pu être lié à la direction musicale en l'église Santa Maria della Scala. Il reste en grâce avec la Maison de Gonzague, mais il perd son poste en 1554 lorsque le duc d'Albe Ferdinand Alvare de Tolède dépose le gouverneur, en pleine Guerres d'Italie.
En 1555, il reçoit une prébende à S. Calimero à Milan, puis obtient en 1558 le poste prestigieux de maître de chapelle à la cathédrale de Milan. En 1563, il reprend sa charge à S. Calimero, où il reste jusqu'en 1567. Il part ensuite pour Bergame, où il est maître de chapelle à Santa Maria Maggiore. 
Il meurt à Bergame en 1569.
Fait rare pour un compositeur de la Renaissance, un portrait lui a survécu. Peint par un anonyme, conservé dans une collection particulière de Brescia, il y est représenté habillé comme un prêtre, portant un de ses recueils de madrigaux.
Après sa mort, Hoste da Reggio est parfois dénommé Spirito L'Hoste sur les réimpressions de ses œuvres, bien que ce nom n'ait pas été utilisé de son vivant. Ce renommage a peut-être été provoqué par une confusion avec un autre compositeur, Gasparo Pratoneri, surnommé Spirito da Reggio,,,.

## Œuvre et influence
Le style de Hoste da Reggio répond à de nombreux traits du madrigal du milieu du XVIe siècle, genre qui prenait alors plusieurs orientations différentes. Il publie les siens en cinq volumes à Venise entre 1547 et 1554.
Parmi les méthodes classiques à l'époque pour la composition de madrigaux, Hoste utilise les mouvements chromatiques, des progressions d'accord peu communs, et l'écriture en note nere. Dans ce style, des passages rapide alternent avec des passages plus lents, souvent de manière très contrastée. 
Hoste compose également dans le genre de l'arioso, où l'une ou plusieurs des voix chantent dans un style proche de la déclamation, anticipant ainsi des développements à venir dans le siècle, comme le madrigal en solo, et l'importance croissante des sopranes et des basses. Auparavant, notamment dans le cadre du contrepoint rigoureux de l'école franco-flamande des années 1540, l'uniformité entre les parties faisait partie d'un idéal où aucune ne prédominait dans le grain.
Parfois, il utilisait une mélodie se répétant en soprane, les parties plus basses l'accompagnant de manière différente à chaque récurrence. Cet usage témoigne sans doute de l'influence de Francesco Corteccia, musicien et madrigaliste célèbre de la cour des Médicis à Florence. L'utilisation d'une mélodie se répétant devait par la suite être reemployée à l'époque baroque, notamment pour la basse obstinée, puis par la suite par Bach dans ses cantates.
Hoste publie également un recueil de magnificats et de motets, qui paraît en 1550 à Milan, au lieu de Venise.